# Mercedes-Benz W140
Mercedes-Benz W140 är en personbil, tillverkad av den tyska biltillverkaren Mercedes-Benz mellan juli 1991 och september 1998.
Många exemplar av modellen gjordes skottsäker för olika viktiga och högt uppsatta personer. Fyrdörrarsvarianten av modellen var som standard också ljudisolerad med dubbelglas i dörrarna. Hösten 1993 döptes alla modellerna om till S-klass – S280, S320 (L), S420 (L), S500 (L) och S600 (L) samt S350 Turbodiesel. Våren 1994 gjordes en ansiktslyft av S-klassen med bland annat vita framblinkers, ändrade stötfångare och Saccoplank samt förändrad bagagelucka och bakljus. Nästa ansiktslyft kom 1996 – då ersattes S350 Turbodiesel av S300 Turbodiesel. Trots den mindre motorn gav den 27 hk extra. De två modellerna S500L och S600L fanns även med bepansring redan från fabrik.
S600 (W140) hade en säkerhetsknapp (SOS), som var placerad uppe i taket vid den inre backspegeln. Denna larmknapp kunde installeras, så att den ringer upp ett visst telefonnummer – exempelvis SOS Alarm. Bredvid knappen fanns en mikrofon, så att man kunde tala direkt med polisen.

## W140, V140
Versioner:
| Modell                  | Årsmodell | Motor                      | Cylindervolym | Effekt     | Bränslesystem      |
| ----------------------- | --------- | -------------------------- | ------------- | ---------- | ------------------ |
| 300 SE/S320             | 1991-98   | M104: 6-cyl radmotor dohc  | 3199 cm³      | 231 hk     | Bränsleinsprutning |
| 300 SD/S350 Turbodiesel | 1991-96   | OM603: 6-cyl radmotor ohc  | 3449 cm³      | 150 hk     | Turbodiesel        |
| 400 SE/S420             | 1991-98   | M119: 8-cyl V-motor dohc   | 4196 cm³      | 279-286 hk | Bränsleinsprutning |
| 500 SE/S500             | 1991-98   | M119: 8-cyl V-motor dohc   | 4973 cm³      | 320-326 hk | Bränsleinsprutning |
| 600 SE/S600             | 1991-98   | M120: 12-cyl V-motor dohc  | 5987 cm³      | 394-408 hk | Bränsleinsprutning |
| S280                    | 1993-98   | M104: 6-cyl radmotor dohc  | 2799 cm³      | 193 hk     | Bränsleinsprutning |
| S300 Turbodiesel        | 1997-98   | OM606: 6-cyl radmotor dohc | 2996 cm³      | 177 hk     | Turbodiesel        |

## C140
Versioner:
| Modell        | Årsmodell | Motor                     | Cylindervolym | Effekt | Bränslesystem      |
| ------------- | --------- | ------------------------- | ------------- | ------ | ------------------ |
| 500 SEC/CL500 | 1992-98   | M119: 8-cyl V-motor dohc  | 4973 cm³      | 320 hk | Bränsleinsprutning |
| 600 SEC/CL600 | 1992-98   | M120: 12-cyl V-motor dohc | 5987 cm³      | 394 hk | Bränsleinsprutning |
| CL420         | 1994-98   | M119: 8-cyl V-motor dohc  | 4196 cm³      | 279 hk | Bränsleinsprutning |

## Bilder

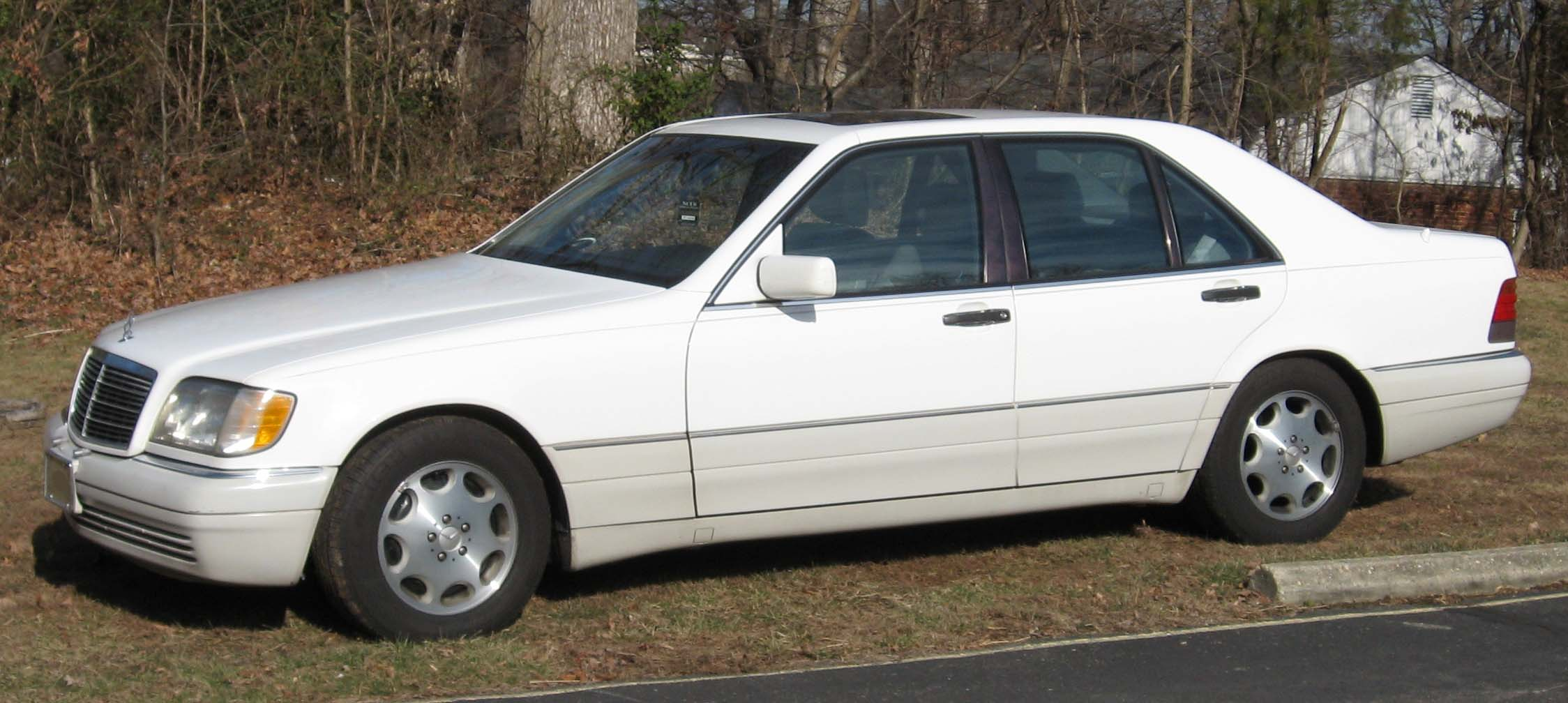
W140 sedan
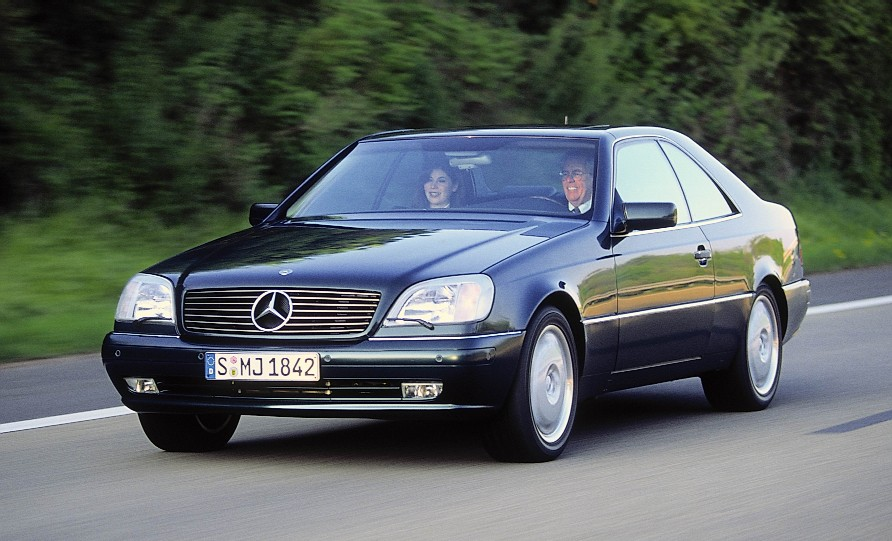
C140 coupé